# Wielki Staw Polski
Wielki Staw Polski lub po prostu Wielki Staw (słow. Veľký stav, niem. Großer See, węg. Nagy-tó) – największe jezioro tatrzańskie, położone w Tatrach Wysokich na wysokości 1665 m n.p.m., w Dolinie Pięciu Stawów Polskich u zboczy Miedzianego. Powierzchnia jeziora według pomiarów WIG z 1934 r. wynosi 34,14 ha, głębokość 79,3 m. Nowsze sondowanie przeprowadzone przez Adama Choińskiego określiło głębokość na 80,3 m. W wielu publikacjach encyklopedycznych i przewodnikowych jako nieco większe pod względem powierzchni podawane jest (za pomiarami WIG) Morskie Oko, co jednak nie znajduje potwierdzenia we współczesnych badaniach teledetekcyjnych.

## Opis
Wielki Staw Polski jest najgłębszym i najdłuższym (998 m) jeziorem w Tatrach i trzecim pod względem głębokości w Polsce (najgłębsze jest jezioro Hańcza). Pojemność zbiornika wynosi ok. 13 mln m³ wody i jest to największa pojemność jeziora w Tatrach (jego pojemność stanowi 1/3 pojemności wszystkich jezior tatrzańskich). Dawny przewodnik tatrzański pisał o tym stawie: „W toniach jego schowałby się cały krakowski kościół Panny Maryji ze swą wysoką wieżą, żeby tylko wierzchołek dachu z koroną nad powierzchnię wystawał”. Najwyższa odnotowana temperatura wody wynosiła 11,2 °C. Ma ona barwę zieloną, a jej przejrzystość jest większa niż pozostałych jezior w dolinie i wynosiła w czasie pomiarów 13,2 m.

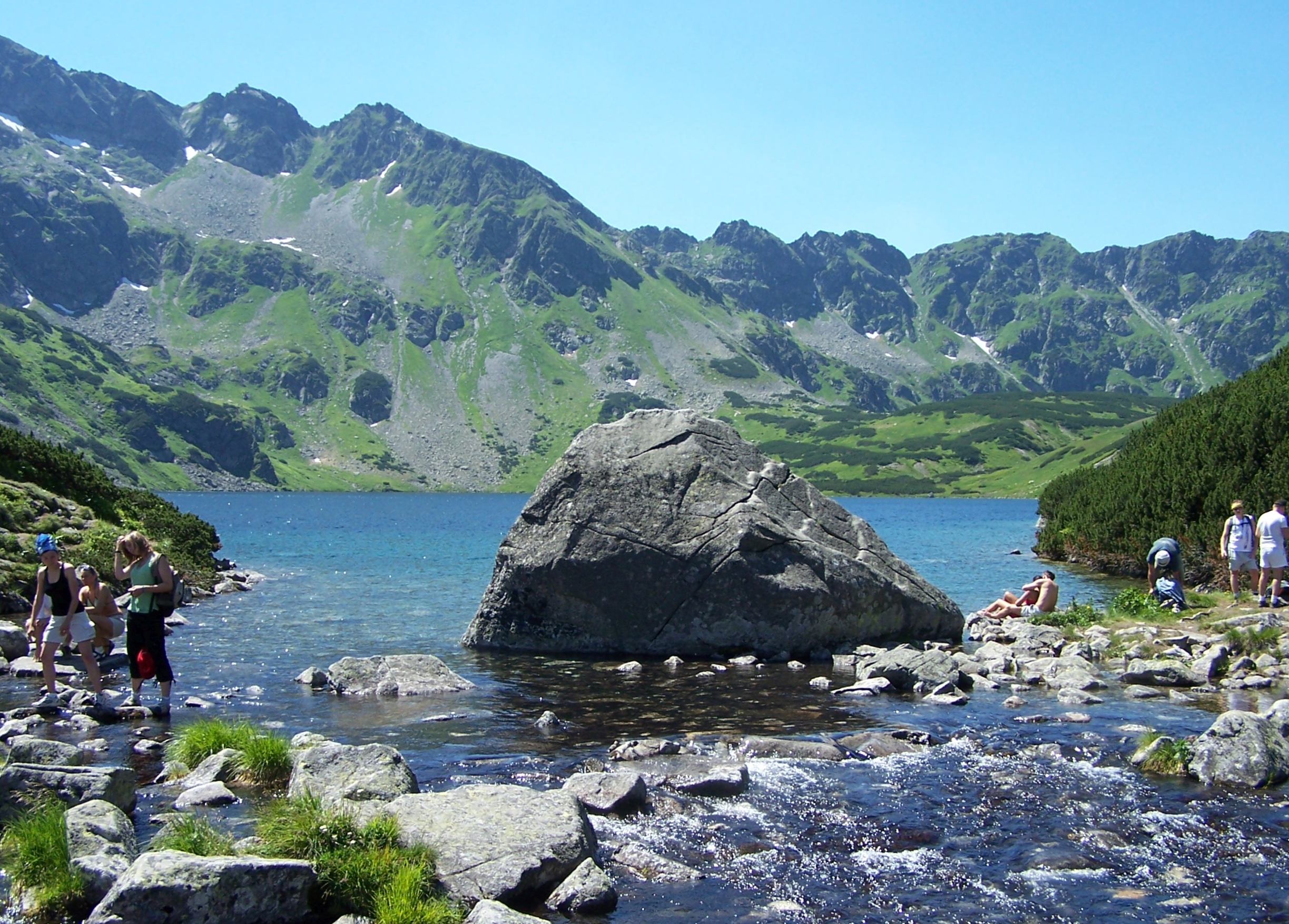
Wielki głaz – pozostałość po morenie czołowej

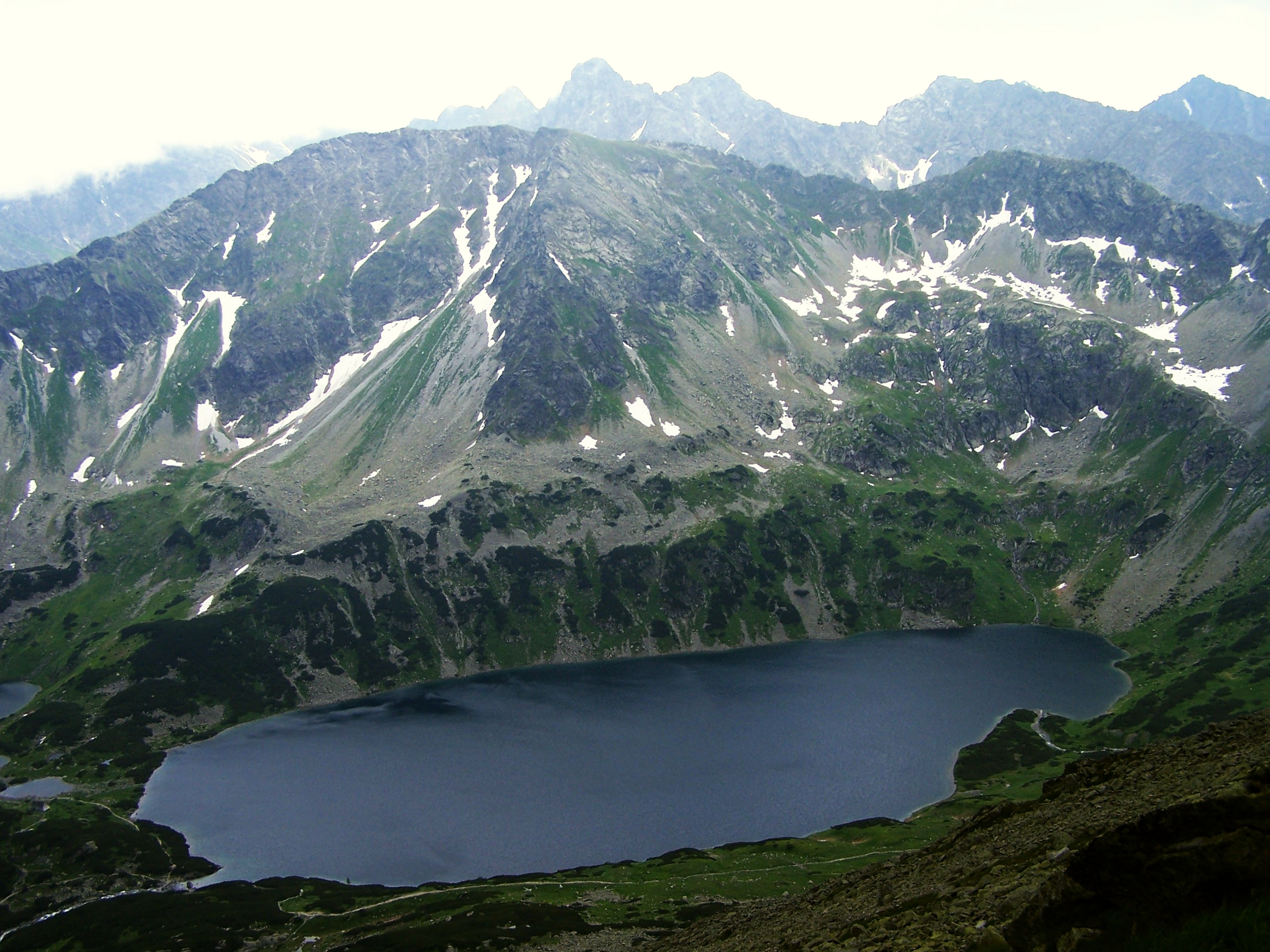
Wielki Staw na tle Miedzianego i Szpiglasowego Wierchu

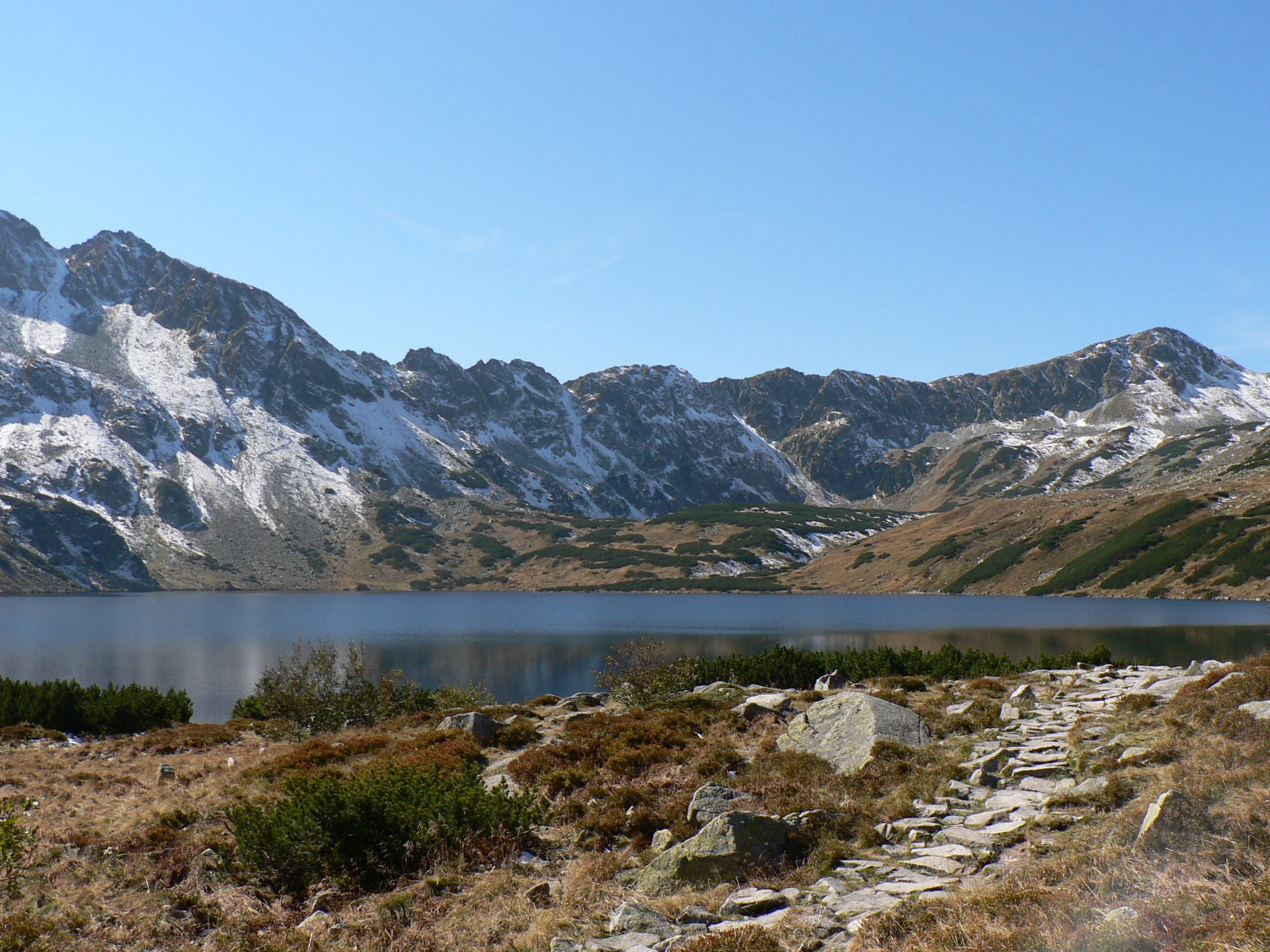
Wielki Staw, ponad nim Niżni Kostur, Kotelnica i Gładki Wierch

Zagłębienie Wielkiego Stawu zostało wyżłobione w plejstocenie w miejscu konfluencji lodowca spływającego z kotła pod Szpiglasowym Wierchem z lodowcem z Dolinki pod Kołem i Dolinki Pustej. Wyrzeźbieniu głębokiej misy sprzyjał opór stawiany masom lodu przez pobliskie wzniesienie Wyżniej Kopy (1713 m). Dno jeziora opada stromo przy brzegach, w pobliżu środka tafli jest natomiast dość płaskie (14,4% powierzchni dna położone jest na głębokości przekraczającej 70 m). Średnie nachylenie stoków pod powierzchnią wody wynosi 19°50′. Dno pokryte jest kamieniami i żwirem, a poniżej 40 m warstwą ciemnego mułu. Od północnego wschodu staw zamknięty jest ryglem skalnym z wałem moreny czołowej, przerwanym w miejscu odpływu. Wielki Staw zasilany jest trzema stałymi dopływami: potokiem z kotła Szpiglasowych Stawków, potokiem z Czarnego Stawu oraz potokiem doprowadzającym wody z Dolinki Pustej i Dolinki pod Kołem. Żwir naniesiony przez ten ostatni dopływ utworzył deltę wrzynającą się od zachodu w taflę stawu. Część wód przenika do niego również podziemnie (np. z Małego i Przedniego Stawu). Wody odpływające z jeziora (średnie natężenie przepływu 0,2–0,3 m³/s) tworzą potok Roztoka, na którym znajduje się wodospad Siklawa.
Brzegi porasta kosodrzewina, której zarośla powoli zwiększają powierzchnię po dawnych zniszczeniach spowodowanych gospodarką pasterską. Uwagę turystów zwraca pojedynczy okaz modrzewia kilkumetrowej wysokości. Nad północno-zachodnim brzegiem, na wysokości ok. 1725 m znajduje się najstarszy szałas tatrzański, wzmiankowany już w XVII wieku, a odnowiony w roku 1986. W jego pobliżu znajdują się liczne nienazwane małe oczka wodne. W maju 1952 r. utonął w Wielkim Stawie niedźwiedź, pod którym załamała się kra (został przez pracowników schroniska wydobyty i znajduje się w Muzeum Tatrzańskim). Z rzadkich w Karpatach gatunków roślin nad brzegiem jeziora stwierdzono występowanie wełnianeczki alpejskiej i turzycy skąpokwiatowej.

## Pomiary
Powierzchnia Wielkiego Stawu była określana w trakcie pomiarów katastralnych, z których najwcześniejsze wykonane zostały w roku 1787. Pierwsze badania batymetryczne jeziora przeprowadził Eugeniusz Klemens Dziewulski w 1880 roku, wśród wykonanych sondowań najgłębsze dało wartość 78 m. Kolejne pomiary (1910 r.), których autorem był Ludomir Sawicki wskazały na wyraźnie większą maksymalną głębokość Wielkiego Stawu (87,5 m), co nie zostało jednak potwierdzone w badaniach WIG z 1934 r. i według przypuszczeń Józefa Szaflarskiego spowodowane zostało brakiem kontroli rozciągliwości linki. Powierzchnia Wielkiego Stawu obliczona z planów Sawickiego wyniosła 35,78 ha, a Morskiego Oka 33,42 ha. Ekspedycja pomiarowa WIG w 1934 r. przyniosła niespodziewane rezultaty, wskazując na Morskie Oko jako jezioro o największej powierzchni w Tatrach – różnica wyniosła 0,4 ha (lub 0,57 ha w obliczeniach Szaflarskiego).
Warunki pomiarów były jednak różne dla poszczególnych stawów – Morskie Oko mierzono przy bardzo wysokim stanie wody po wiosennych roztopach, zaś Wielki Staw przy zalegającej jeszcze pokrywie lodowej i śnieżnej, która dodatkowo utrudniała precyzyjne określenie brzegu. Analiza współczesnych (2009, 2021) ortofotomap, sporządzonych ze zdjęć lotniczych wykonanych dla obu jezior w tych samych datach, wykazała, że Wielki Staw ma powierzchnię 34,44 ha i przewyższa Morskie Oko o około 1,5 ha. Podobne powierzchnie Wielkiego Stawu oraz różnice względem Morskiego Oka można odczytać też z innych opracowań kartograficznych utworzonych w ostatnich latach.
Wyniki historycznych oraz współczesnych pomiarów zestawione są w poniższej tabeli. W przypadku wymiarów podanych w oryginale w morgach i sążniach zastosowano przelicznik na jednostki metryczne z miar dolnoaustriackich.
| Rok       | Autor pomiaru lub publikacji / źródło danych          | Powierzchnia (ha) | Głębokość maksymalna (m) | Pojemność (m³) | Uwagi |
| --------- | ----------------------------------------------------- | ----------------- | ------------------------ | -------------- | --- |
| 1787      | Joannes Wnentowski                                    | 26,99             |                          |                | 46 morgów i 1436 sążni kwadratowych, mapa gospodarcza Plan Sectionis seu Revir Białczensis                                                        |
| 1827      | Franz Klein                                           | 23,05             |                          |                | 40 morgów i 80 sążni kwadratowych |
| 1860      | Eugeniusz Janota                                      | 34,83             |                          |                | 60 morgów i 840 sążni kwadratowych (prawdopodobnie na podstawie pomiarów katastralnych), Przewodnik w wycieczkach na Babią Górę, do Tatr i Pienin |
| 1876      | Karl Kolbenheyer                                      | 34,84             |                          |                | przewodnik Die Hohe Tatra, powierzchnia według zdjęcia katastralnego (1846?)                                                                      |
| 1880      | Eugeniusz Klemens Dziewulski                          | 33                | 78                       |                | [ 12 ] |
| 1910      | Ludomir Sawicki                                       | 35,78             | 87,5                     | 12 850 000     | według Szaflarskiego (1936) |
| 1934      | Wojskowy Instytut Geograficzny                        | 34,14             | 79,3                     |                | według Śliwerskiego (1935) |
| 1934      | Wojskowy Instytut Geograficzny                        | 34,352            | 79,3                     | 12 967 000     | według Szaflarskiego (1936) |
| 1964      | zdjęcie lotnicze 7b_4328                              | 34,33             |                          |                | według obliczeń Choińskiego i Zielińskiego (2022)                                                                                                 |
| 1999      | Adam Choiński                                         |                   | 80,3                     |                | [ 17 ] |
| 2006      | podział powierzchniowy Tatrzańskiego Parku Narodowego | 34,63             |                          |                | wydzielenie 64p |
| 2009      | ortofotomapa                                          | 34,44             |                          |                | według obliczeń Choińskiego i Zielińskiego (2022)                                                                                                 |
| 2018      | Baza Danych Obiektów Topograficznych                  | 34,385            |                          |                | mapa cyfrowa BDOT10k |
| 2019-2020 | badania teledetekcyjne Tatrzańskiego Parku Narodowego | 33,975            |                          |                | mapa cyfrowa "kategorie pokrycia terenu" |
| 2020      | badania teledetekcyjne Tatrzańskiego Parku Narodowego | 34,251            |                          |                | mapa cyfrowa "geomorfologia – jednostki i obiekty liniowe"                                                                                        |
| 2021      | ortofotomapa                                          | 34,44             |                          |                | według obliczeń Choińskiego i Zielińskiego (2022)                                                                                                 |

## Szlaki turystyczne
– niebieski znad Morskiego Oka obok schroniska nad Przednim Stawem i Wielkiego Stawu, prowadzący dalej na przełęcz Zawrat.
- Czas przejścia od Morskiego Oka nad Wielki Staw: 2:10 h, z powrotem 1:50 h
- Czas przejścia znad Wielkiego Stawu na Zawrat: 1:30 h, ↓ 1:20 h

 – zielony Doliną Roztoki od Wodogrzmotów Mickiewicza (przy szosie z Palenicy Białczańskiej do Morskiego Oka) nad Wielki Staw. Czas przejścia: 2:05 h, ↓ 1:30 h
 – żółty znad Wielkiego Stawu na przełęcz Krzyżne. Czas przejścia: 1:50 h, ↓ 1:20 h
 – czarny znad Wielkiego Stawu na Kozi Wierch. Czas przejścia: 1:30 h, ↓ 1 h.